# Xarxet de l'illa de Campbell
El xarxet de l'illa de Campbell (Anas nesiotis) és una espècie d'ocell de la família dels anàtids (Anatidae) endèmic de les illes Campbell, al sud de Nova Zelanda.

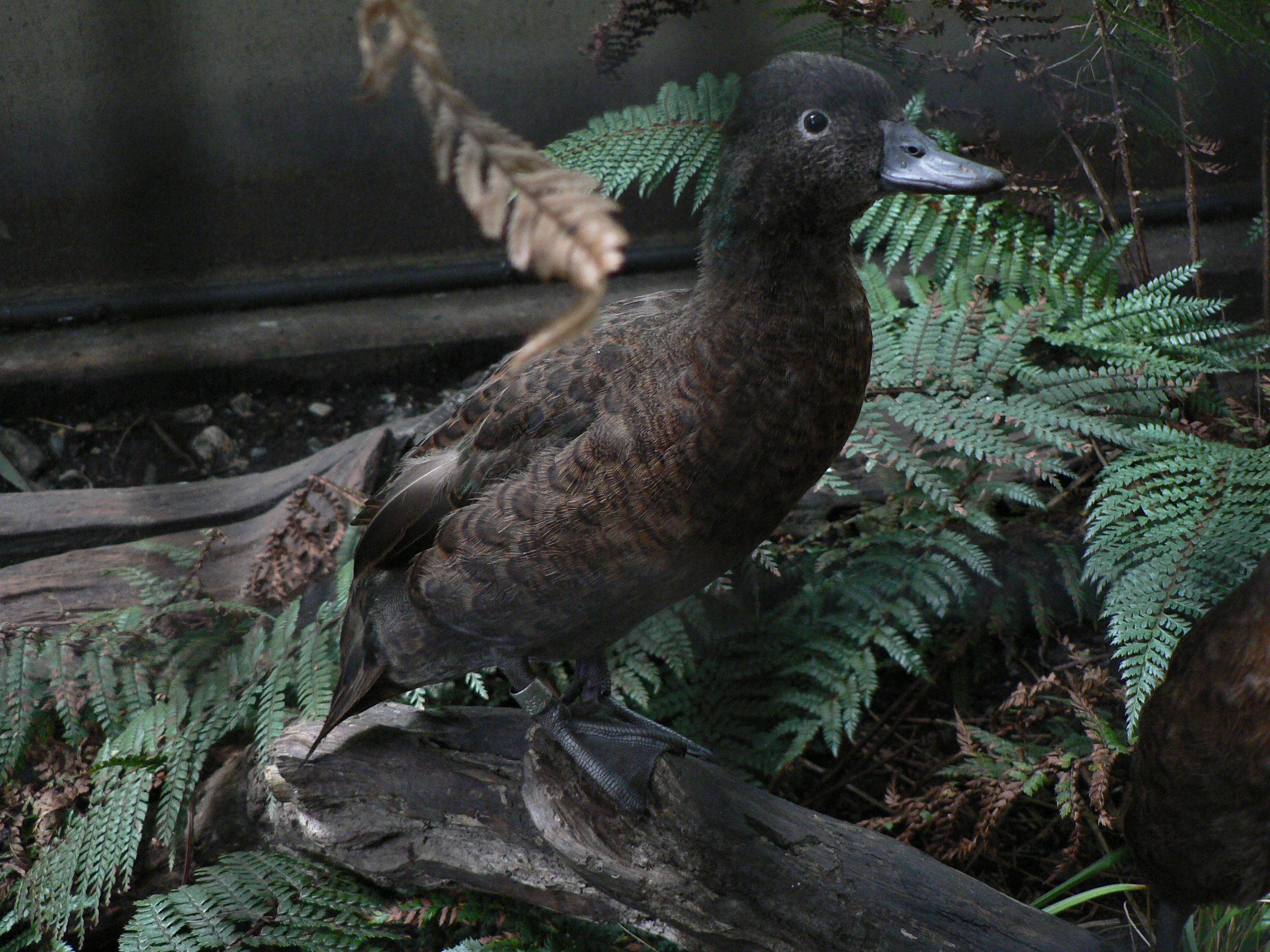